# ブルンマー (敷設巡洋艦)
ブルンマー (SMS Brummer) はドイツ海軍の敷設巡洋艦。ブルンマー級。 

## 艦歴
シュテッティンのAGフルカン社造船所で1915年に起工。1915年12月11日に進水。1916年4月2日に就役した。
1916年5月には作戦参加可能となっていたが、同月末のユトランド沖海戦には参加していない。敷設巡洋艦として建造されたブルンマー級であるが、その機雷敷設能力が使われることはなかった。
1917年秋、ラインハルト・シェアは水上戦闘艦によってスカンディナヴィア行きイギリス船団を攻撃することでUボート作戦を補完することを決めた。シェアはこれによりUボートの集中している大西洋から敵の護衛艦を他へ移動させることも狙った。この任務に最初に選ばれたのがブルンマー級（「ブルンマー」と「ブレムゼ」）である。高速、行動範囲の広さ、そしてイギリス巡洋艦に似ていることから、このような任務に適していた。作戦前に艦を暗灰色に塗装することでよりイギリス艦艇らしくした。　
10月17日朝、「ブルンマー」と「ブレムゼ」はラーウィックの東約70海里で西行きの船団を攻撃した。船団は12隻の商船からなり駆逐艦「ストロングボウ」、「メアリー・ローズ」と武装トローラー2隻により護衛されていた。ドイツ側の計略はうまくいき、イギリス駆逐艦は最初ドイツ側を友軍と誤認。ドイツ側が距離2,700 mで発砲するまで識別信号を送っていた。「ストロングボウ」をすぐに撃破しメアリー・ローズも沈めると、ドイツ軍は商船9隻を沈めた。「ブルンマー」と「ブレムゼ」が帰路につくまでイギリス海軍本部に攻撃の情報は届かなかった。
戦争末期。「ブルンマー」と「ブレムゼ」を給油艦を伴わせてアゾレス諸島付近で活動させることが検討された。大西洋中央部は通常のUボートの行動範囲ではなく、それゆえ護衛も手薄であった。だが、洋上での給油は困難であることが判明し、これは取りやめられた。「ブルンマー」は1918年10月の大洋艦隊の出撃に参加予定であったが、それはヴィルヘルムスハーフェンでの大洋艦隊の叛乱のため中止となった。　
「ブルンマー」は他の多くの艦とともにスカパ・フローに抑留され、1919年6月21日に自沈した。「ブルンマー」は13時5分に沈み、その後引き揚げられることはなかった。